# Maximilien Painchaux
Maximilien Painchaux est un architecte bisontin né en 1796 à Besançon et mort en 1868.

## Biographie
Maximilien Painchaux est né le 20 avril 1796 à Besançon (fils de Jean Baptiste Painchaux, architecte à Besançon). Il fait ses études à l’école des Beaux-arts puis à Paris. Il est nommé architecte départemental du Doubs.
Il a fait les plans de nombreuses églises (voir liste ci-dessous) et a aussi travaillé pour des édifices publics (fontaines, mairies, écoles).
Il est mort le 30 septembre 1868 à Besançon. Son fils, Francisque Painchaux, fut architecte diocésain.

## Principales réalisations

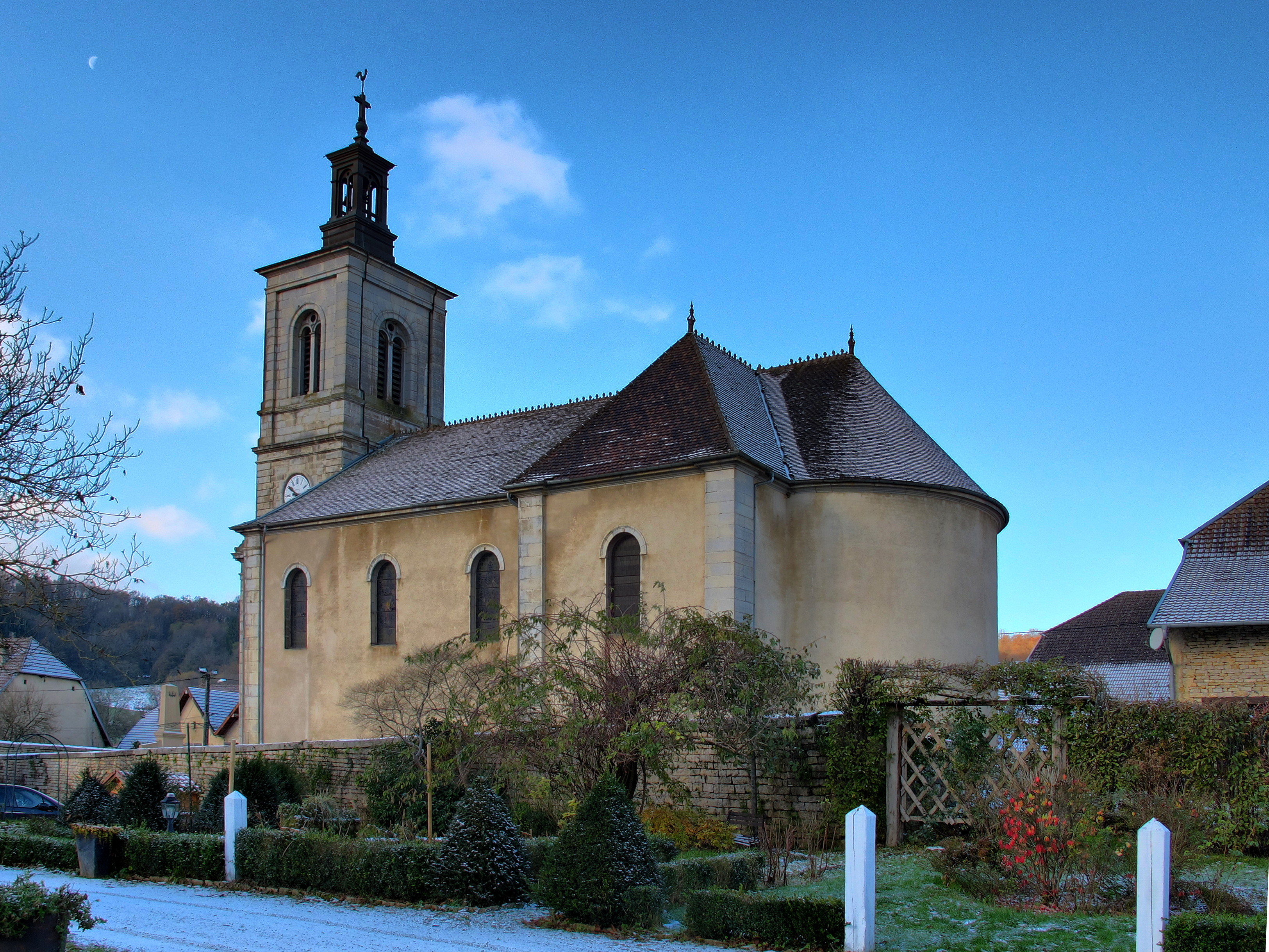
L'église de Myon.

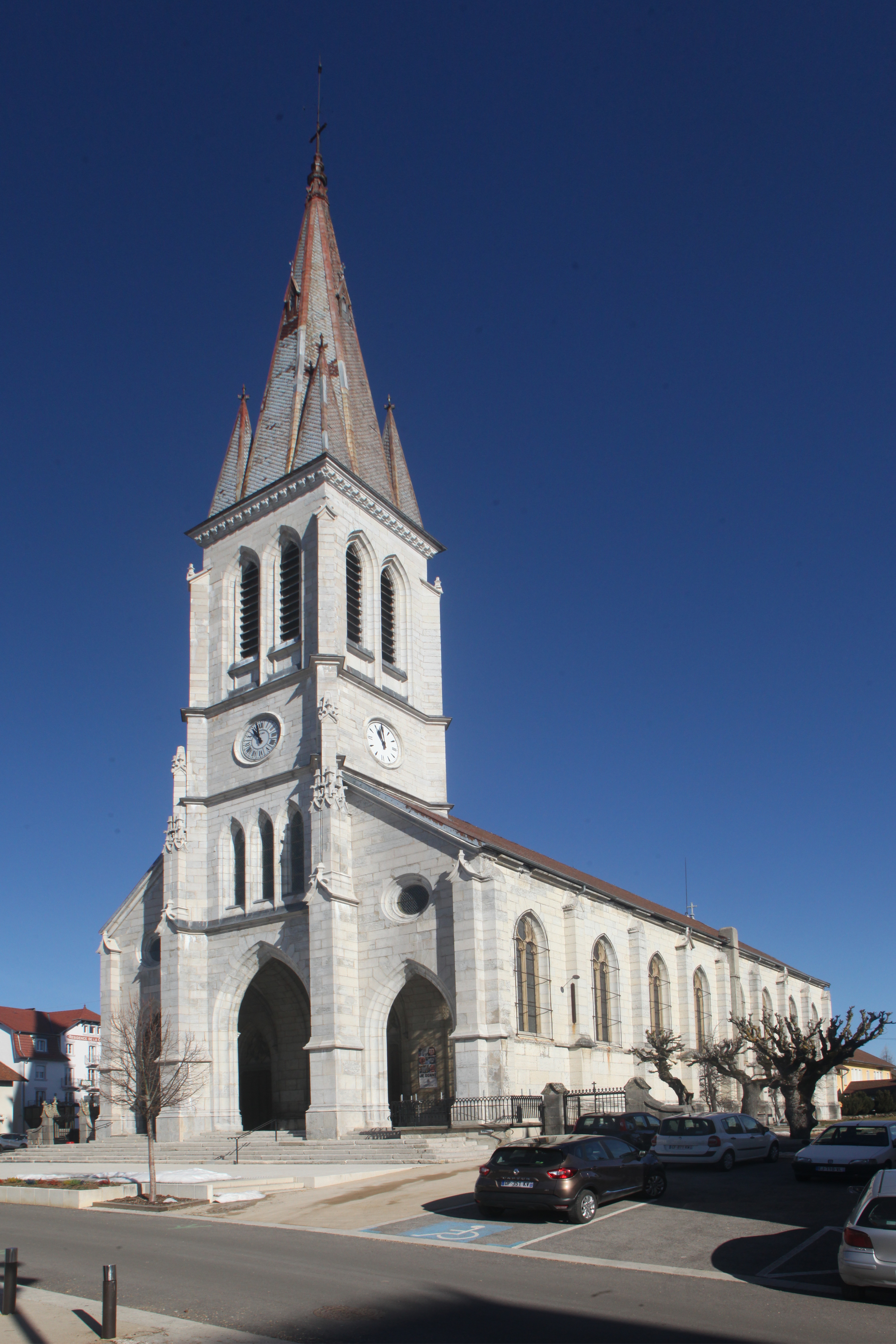
L'église du Russey.

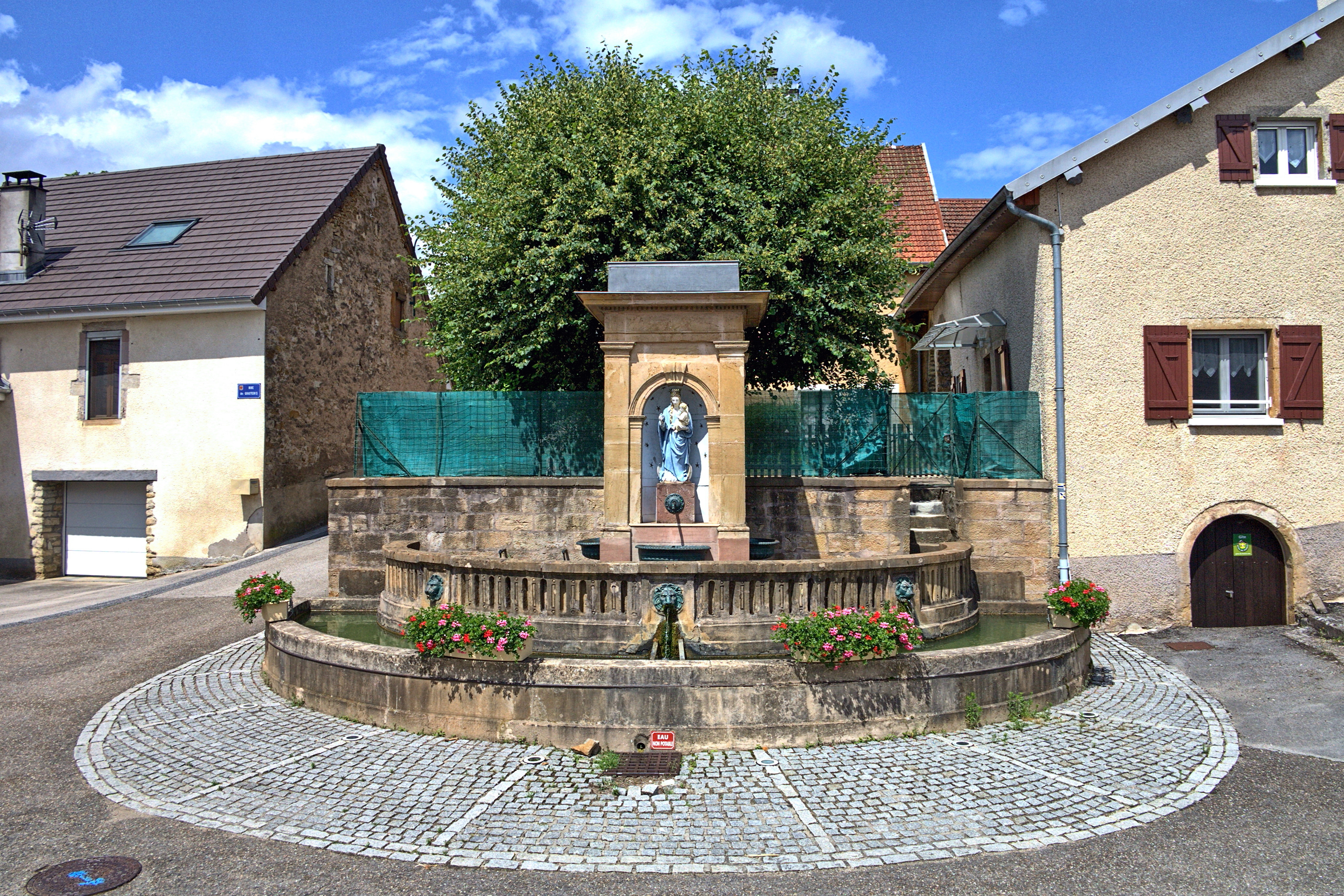
La fontaine de la Vierge à Rougemont.

### Besançon
- Travaux à l'hôtel Grammont[4]
- Travaux à l'hôtel Bonvalot[5]
- Restauration de la cathédrale Saint-Jean
- Plans du portail et des tours de l'église de la Madeleine

### Franche-Comté
- Église Saint-Georges à Frasne[6] (1829)
- Église Saint-Hilaure à Thise[7] (1829)
- Clocher de l'église de la Nativité de Notre-Dame à Ferrières-les-Bois (1830)
- Église de Vyt-lès-Belvoir[8] (1833)
- Église d'Arçon[9] (1834)
- Église de Cour-Saint-Maurice[10] (1835)
- Église de Rougemont[11] (1836)
- Église Saint-Michel à Loray[12] (1837)
- Reconstruction des voutes de l'église de l'Assomption de Cemboing[13] (1843)
- Église de Charbonnières-les-Sapins[14] (1843)
- Église de l'Assomption de Myon[15] (1843)
- Reconstruction du chœur de l'église de l’Assomption de la Vierge à Jallerange[16] (1843)
- Église de La Nativité de Notre-Dame aux Combes[17] (1846)
- Église Saint-Étienne à Liesle[18] (1846)
- Église Saint-Nicolas au Russey[19] (1852)
- Église Saint-Maimbœuf de Montbéliard[20] (1855)
- Église de la Nativité de Saint-Jean-Baptiste à Fuans (1861)
- Église Saint-Férréol et Saint-Ferjeux à Amagney[21] (1864)
- Église de la Nativité de Saint-Jean-Baptiste à La Vèze (1865)
- Église de l’Assomption à Guyans-Vennes

- Mairie d’Amathay-Vésigneux[22] (1826)
- Fontaine semi-circulaire d'Épeugney[23] (1826)
- Four Banal à Avrigney[24] (1833)
- École de Charbonnières-les-Sapins[25] (1842)
- Lavoir de Chemaudin[26] (1845)
- Fontaine lavoir à Byans-sur-Doubs[27] (1846)
- Fontaine de la Vierge [28] à Rougemont (1846-47)
- Collège de Marteroy à Vesoul[29] (1853)
- Halle aux blés[30] et réfection du lavoir à impluvium[31] à Rougemont (1855)
- Fontaine ronde de Ferrières-les-Bois[32]